# .ws
.ws é o código TLD (ccTLD) na Internet para a Samoa. O código vem de quando o país era oficialmente chamado de Samoa Ocidental (Western Samoa), entre 1914 até 1997. Atualmente pode ser utilizado como sinónimo de WebSite.